# 普卡拉區
普卡拉區（西班牙語：Distrito de Pucalá），是秘魯的一個區，位於該國西北部蘭巴耶克大區的奇克拉約省，始建於1998年1月29日，面積175.81平方公里，海拔高度82米，2005年人口10,113，人口密度每平方公里58人。